# José Gabriel Vargas
José Gabriel Vargas (San José, 7 de noviembre de 1989) es un futbolista costarricense que juega como Defensa central se encuentra como agente libre.

## Trayectoria
José Gabriel Vargas fue formado en las divisiones menores del Club de Fútbol UCR. Con el equipo universitario debutó en Primera División el 24 de marzo de 2010, en derrota a domicilio 2-1 frente al Club Sport Herediano.

## Clubes
| Club                      | País       | Año         |
| ------------------------- | ---------- | ----------- |
| Universidad de Costa Rica | Costa Rica | 2009 - 2016 |
| AD Jicaral                | Costa Rica | 2018 - 2019 |
| Municipal Grecia          | Costa Rica | 2020 - 2021 |
| CS Cartaginés             | Costa Rica | 2021 - 2024 |

## Palmarés

#### Títulos nacionales
| Título                         | Club           | País       | Año  |
| ------------------------------ | -------------- | ---------- | ---- |
| Primera División de Costa Rica | C.S Cartaginés | Costa Rica | 2022 |
| Torneo de Copa de Costa Rica   | C.S Cartaginés | Costa Rica | 2022 |

### Distinciones individuales
| Distinción                                                | Año  |
| --------------------------------------------------------- | ---- |
| Incluido en el Once ideal de la final del Torneo Clausura | 2022 |